# 서울퀴어문화축제
대한민국의 서울퀴어문화축제(Seoul Queer Culture Festival, SQCF)는 2000년 이래로 서울에서 매년 6월에서 9월 사이 여름에 열리는 성소수자 축제이다. 약칭으로 서퀴라고도 하며 대한민국에서 가장 큰 성소수자 축제이자, 아시아에서 가장 큰 축제 중 하나이다.
대한민국 최초의 성소수자 축제인 서울퀴어문화축제가 2000년 대학로 일대와 연세대학교에서 열린 이후 홍익대학교와 신촌, 이태원, 종로, 광화문, 서울광장 일대에서 열렸으며, 축제 참가인원은 2000년 2000명에서 매년 늘어나 2019년에서는 주최측 추산(연인원) 15만여명에 달하게 되었다.
한편, 서울퀴어문화축제에는 성소수자 인권 단체 및 관련 당사자 단체뿐 아니라 '차별없는 세상을 위한 기독인연대', '조계종 사회노동위원회' 등 성소수자 권리를 지지하는 종교 단체와 '민주노총', '장애여성공감', '소수자난민인권네트워크' 등 각종 시민사회단체가 연대하여 참여하고 있다. 그 외 미국과 독일, 프랑스 등 여러나라 대사관도 성소수자 인권 안내 부스를 설치하고 있고, 2017년부터는 국가인권위원회에서 국가기관으로는 처음으로 부스를 운영하여 참여하기 시작하였다.

## 역사
서울퀴어문화축제의 역사는 친구사이 등 20여개의 성소수자 단체 및 커뮤니티와 성소수자 인사가 참가하여 2000년 9월 8일 대학로와 연세대학교에서 이틀간 개최됨으로써 시작되었다.
2001년부터 제 1회 무지개영화제(현재 한국퀴어영화제의 전신)가 국내 퀴어 영화 1편 상영과 함께 서울퀴어문화축제에 포함되었다.
2013년 6월 1일 서울 마포구 홍익대학교 앞 걷고싶은거리에서 열린 제 15회 서울퀴어문화축제에는 5월 15일 동성결혼을 발표했던 영화감독 김조광수와 김승환 대표를 비롯, 연예인 하리수, 민주당 소속의 진선미, 장하나 의원이 참여해 무대에 올라 연설을 하였다.
2014년 제 15회 서울퀴어문화축제의 개최를 앞두고 마포구청에서 세월호 침몰 사고를 이유로 축제 허가를 취소한다고 발표하였으나, 서울퀴어문화축제 기획단과 시민단체는 보수 기독교 단체의 압력에 의한 결정이 아니였냐며 질타하였다. 서울퀴어문화축제는 구글의 후원과 함께 예정대로 6월 7일에 시작하였다. 그러나 보수 근본주의 기독교 단체가 축제를 방해하기 위한 시위를 조직하여 자긍심 퍼레이드가 몇 시간 동안 정체되는 등의 문제들이 발생하였다.
서울퀴어문화축제는 2015년부터 서울광장에서 개최하고 있다. 2015년 5월 30일 서울남대문경찰서는 집회 및 시위에 관한 법률의 관련 규정을 들어 퍼레이드 행진을 금지하였다. 그러나 6월 16일 서울행정법원이 퍼레이드 금지처분 효력 정지를 선고하였다. 이에 따라 제 16회 퀴어문화축제는 2015년 6월 9일 개막식을 열고 28일까지 3주간 성공적으로 진행됐다. 미국과 유럽연합을 비롯한 13개국 대사관들도 부스를 차렸으며, 마크 리퍼트 미대사가 직접 참석하였다. 반동성애단체는 덕수궁 대한문 앞 광장과 서울도서관 건물 서편, 재능교육빌딩 앞에서 퀴어문화축제 반대 시위를 조직하였다.
2016년 제 17회 서울퀴어문화축제는 2016년 5월 23일부터 6월 19일까지 진행되었다. 14개 대사관 부스를 포함 104개의 행사 부스가 마련되었으며, 주최 측은 약 5만명이 축제를 방문했었다고 추산하였다. 축제에 앞서 5월 15일 기독당은 퀴어문화축제 금지 가처분 신청을 하였으나, 6월 9일 서울중앙지방법원이 기각하였다.
2017년 제 18회 서울퀴어문화축제에는 국가기관으로는 최초로 국가인권위원회가 공식적으로 참가하였고, 불교의 조계종 사회노동위원회가 국내 3대 종교의 중앙종교기관으로는 처음으로 참여했다. 또한 정의당의 이정미 당대표가 원내정당 대표로는 처음으로 참석하였다. 슬로건은 "나중은 없다, 지금 우리가 바꾼다!"이었다. 주최측은 약 7만명이 퀴어문화축제를 방문하였다고 추산하였다.
2018년 제 19회 서울퀴어문화축제는 퀴어라운드'(Queeround)'라는 슬로건을 달고 2018년 7월 13일부터 7월 22일까지 개최되었다. 퀴어(Queer)와 어라운드(Around)의 합성어인 퀴어라운드'(Queeround)'는 ‘퀴어는 언제 어디서나 존재한다’, ‘우리는 함께 있다’는 두가지 의미를 담고 있다. 퍼레이드가 있던 7월 14일에는 약 12만명의 인원이 서울퀴어문화축제를 방문하고, 약 6만명이 퍼레이드 행진에 참여하였다. 또한 아시아에서는 처음으로 암스테르담 레인보우 드레스가 공개되었으며, 이를 다루는 《프리즘 오브 아트: 인권, 문화 예술 속에서 피어나다》가 국가인권위원회에서 주최되었다.
제 20회 서울퀴어문화축제는 제 20회를 맞이하여, '스무 번째 도약, 평등을 향한 도전!'이라는 슬로건을 내걸어 2019년 5월 21일부터 6월 9일까지 개최되었다. 서울에서는 처음으로 5월 31일 서울핑크닷 행사를 하였으며, 6월 1일에는 광화문 광장에서 총 11대의 차량과 함께 퍼레이드를 하며, 약 15만명의 인원이 서울퀴어문화축제를 방문하였다.
2022년 제 23회 서울퀴어문화축제는 코로나19 이후 3년만에 오프라인으로 열린다. '살자, 함께하자, 나아가자'라는 슬로건을 내걸고 7월 15일부터 31일까지 개최되며, 서울퀴어퍼레이드, 한국퀴어영화제 등 여러 행사가 진행된다.

## 행사
서울퀴어문화축제는 크게 퍼레이드, 퀴어영화제, 메인 파티를 포함한 행사들로 이루어진다. 강연과 토론회, 전시회, 사진전 등이 함께 이루어지기도 한다.

### 서울퀴어퍼레이드
퀴어 퍼레이드는 1970년에 미국 뉴욕 시에서 스톤월 항쟁을 기념하는 행사로 처음 시작되었고, 지금은 미국뿐만 아니라 전 세계 주요 도시에서 성적소수자들의 자긍심을 축하하고 지지하며 자유와 평등을 요구하는 시가행진이 열리고 있다. 성적소수자들의 정당한 권리를 지지하는 어느 누구라도 함께 참여할 수 있다.

### 서울핑크닷
핑크닷은 2009년 싱가포르에서 처음 시작된 성소수자 운동으로, 분홍색 의상과 분홍색 조명을 들고 축제에 참여하여 다양성과 포용성, 사랑할 자유를 지지, 요구하는 행사이다. 이후 홍콩과 일본, 미국 등 여러 나라에서도 열리고 있다. 서울퀴어문화축제는 제 20회를 맞이하여 특별행사를 진행하였다.

### 한국퀴어영화제(KQFF)
한국퀴어영화제는 세계의 여러 성소수자 영화를 상영하는 영화제다. 2001년 무지개 영화제라는 명칭으로 시작되어, 2007년에는 서울 LGBT 필름 페스티벌(SeLFF)로 이름을 바꾸었다. 2014년 퀴어문화축제 기획단의 내부 사정으로 인해 KQFF(Korea Queer Film Festival)로 개명하였다. 따라서 서울퀴어문화축제와 연계된 영화제는 KQFF이며, 여기서 파생되어 나간 또 다른 영화제로 '프라이드 영화제'가 있다.

## 같이 보기
- 퀴어문화축제
- 대한민국의 성소수자 목록
- 대한민국의 성소수자
- 대한민국의 성소수자 인권단체
- 프라이드 퍼레이드
- 게이 게임스
- 인권